# Bascanichthys congoensis
Bascanichthys congoensis är en fiskart som beskrevs av Jacques Blache och Cadenat, 1971. Bascanichthys congoensis ingår i släktet Bascanichthys och familjen Ophichthidae. Inga underarter finns listade.